# 가톨릭대학교 은평성모병원
가톨릭대학교 은평성모병원(가톨릭大學校恩平聖母病院, The Catholic University of Korea Eunpyeong St. Mary's Hospital)은 서울특별시 은평구  통일로 1021 (진관동)에 위치한 병원이다. 기존 청량리 성바오로병원이 은평구 진관동으로 옮겨와서 개원한 병원이다. 은평성모병원 인근에는 롯데몰 은평점과 은평뉴타운, 구파발역이 있다.

## 연혁
- 1944년 제기동 시약소 개원
- 1947년 3월 성모의원 개원 (제기동 위치)
- 1957년 12월 성바오로병원 개원 (청량리 위치)
- 1961년 5월 가톨릭의대 부속병원 편입(7개과 72병상)
- 1997년 7월 가톨릭대학교 성바오로병원으로 병원명 변경
- 2019년 3월 가톨릭대학교 성바오로병원 폐원
- 2019년 4월 가톨릭대학교 은평성모병원 개원 (서울시 은평구 진관동으로 이전)